# 短序脆兰
短序脆兰（学名：[Acampe papillosa] 错误：{{Lang}}：文本有斜体标记（帮助））为兰科脆兰属下的一个种。